# اسدآباد (مقاطعة دلفان)
اسدآباد (بالفارسية: اسدآباد) هي قرية تقع في قسم خاوة الشمالي الريفي (مقاطعة دلفان) في إيران.